# 崔省强
崔省强（1966年1月—），男性，汉族，大学学历，中共党员。中华人民共和国政治人物。

## 生平
崔省强2017年出任宝鸡市扶贫开发办公室党组书记、主任。因在脱贫攻坚战中作出突出贡献，2021年2月25日全国脱贫攻坚总结表彰大会上，崔省强被授予“全国脱贫攻坚先进个人”。2021年，改任宝鸡市财政局局长。